# Адміністративний поділ Есватіні

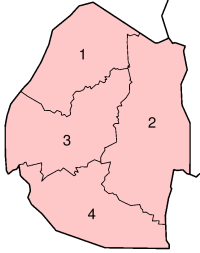
Райони Есватіні

Есватіні поділяється на чотири райони.
| № | Українська назва | Англійська назва    | Назва на свазі        | Населення (на 1997) | Територія, тис. км² | Густота, чол./км² | Адм. центр |
| - | ---------------- | ------------------- | --------------------- | ------------------- | ------------------- | ----------------- | ---------- |
| 1 | Район Хохо       | Hhohho District     | siGodzi wa Hhohho     | 262 203             | 3 569               | 73,5              | Мбабане    |
| 2 | Район Лубомбо    | Lubombo District    | siGodzi wa Lubombo    | 198 109             | 5 945               | 33,3              | Сітекі     |
| 3 | Район Манзіні    | Manzini District    | siGodzi wa Manzini    | 287 949             | 4 070               | 70,7              | Манзіні    |
| 4 | Район Шиселвені  | Shiselweni District | siGodzi wa Shiselweni | 217 598             | 3 779               | 57,6              | Нхлангано  |